# Schlacht bei Siek
Frühjahrsfeldzug 1813
Lüneburg – Möckern – Halle – Großgörschen – Gersdorf – Bautzen – Reichenbach – Nettelnburg – Haynau – Halberstadt – Luckau
Herbstfeldzug 1813

Großbeeren – Katzbach – Dresden – Hagelberg – Kulm – Dennewitz – Göhrde – Altenburg – Wittenberg – Wartenburg – Liebertwolkwitz – Leipzig – Torgau – Hanau – Hochheim – Danzig
Winterfeldzug 1814

Épinal – Colombey – Brienne – La Rothière – Champaubert – Montmirail – Château-Thierry – Vauchamps – Mormant – Montereau – Bar-sur-Aube – Soissons – Craonne – Laon – Reims – Arcis-sur-Aube – Fère-Champenoise – Saint-Dizier – Claye –  Paris
Sommerfeldzug von 1815

Quatre-Bras – Ligny – Waterloo – Wavre – Paris
Die Schlacht bei Siek, auch Schlacht bei Alt-Rahlstedt, war ein Gefecht während der Befreiungskriege nahe dem stormarnschen Dorf Siek.
Im Verlauf des Herbstfeldzuges von 1813 rückten russisch-preußische Truppen gegen das von Franzosen besetzte Hamburg vor. Bei Siek trafen russische Kosaken und auf französischer Seite kämpfende dänische Dragoner aufeinander.

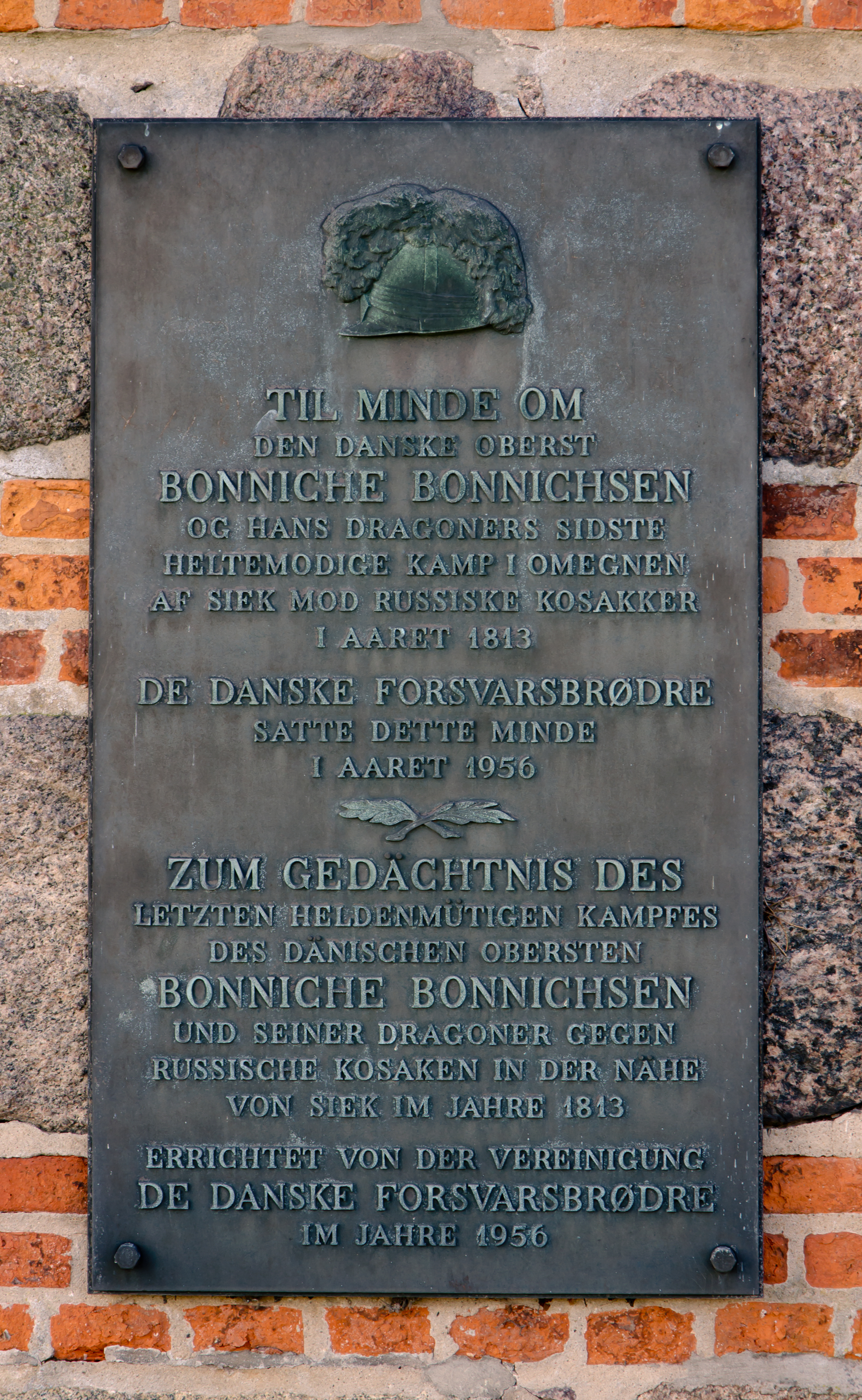
Gedenktafel an den Obersten Bonniche Bonnichsen Friedenskirche (Siek)

In Erinnerung blieb die Schlacht durch den dänischen Obersten Bonniche Bonnichsen. Dieser konnte wegen seines erschöpften Pferdes am Ende der Schlacht nicht fliehen und lehnte das Angebot eines Trompeters ab, dessen Pferd für die Flucht zu nutzen. Bonnichsen überlebte die Schlacht nicht, soll im Anschluss an die Schlacht aber von den gegnerischen preußisch-russischen Truppen mit allen militärischen Ehren begraben worden sein.